# Хороше (Алчевський район)
Хоро́ше — село в Україні, у Зимогір'ївській міській громаді Алчевського району Луганської області. Населення становить 1 607 осіб. До 2020 орган місцевого самоврядування — Хорошенська сільська рада.
Знаходиться на тимчасово окупованій території України.
Відповідно до Розпорядження Кабінету Міністрів України від 12 червня 2020 року № 717-р «Про визначення адміністративних центрів та затвердження територій територіальних громад Луганської області» увійшло до складу Зимогір'ївської міської громади.

## Географія
Село розташоване біля місця впадання річки Лозової та Балки Сальматрової в Лугань (басейн Сіверського Дінця). Сусідні населені пункти: села Петровеньки, Пахалівка, селище Фрунзе (вище за течією Лугані) на північному заході, села Червоний Лиман, Богданівка, Зарічне, селища Криничне, Червоногвардійське на заході, Яснодольськ на південному заході, Криворіжжя (вище за течією Лозової) і Лозівський на півдні, місто Зимогір'я (нижче за течією Лугані) на південному сході, села Степове на сході, Новогригорівка і Сміле на північному сході.

## Історія
У XVIII столітті на місці села в урочищі Хороший Яр існував зимівник Кальміуської паланки Війська Запорозького Низового, відоме під назвою «Хороший Яр на річці Лугані».
За даними на 1859 рік у казенному селі Слов'яносербського повіту Катеринославської губернії мешкало 1 340 осіб (639 чоловіків та 701 жінка), налічувалось 213 дворових господарств, існувала православна церква.
Станом на 1886 рік в селі Черкаської волості, мешкало 1 718 осіб, налічувалось 265 дворів, існували православна церква та лавка.
За переписом 1897 року кількість мешканців зросла до 2 068 осіб (1 086 чоловічої статі та 982 — жіночої), з яких 2 062 — православної віри.
Станом на 30 вересня 2014 року — окуповане проросійськими терористами та російськими військами.

## Населення
Згідно з переписом УРСР 1989 року чисельність наявного населення села становила 1684 особи, з яких 793 чоловіки та 891 жінка.
За переписом населення України 2001 року в селі мешкало 1607 осіб.

### Мова
Розподіл населення за рідною мовою за даними перепису 2001 року:
| Мова            | Кількість | Відсоток |
| --------------- | --------- | -------- |
| українська      | 1300      | 80.90%   |
| російська       | 301       | 18.73%   |
| білоруська      | 3         | 0.19%    |
| румунська       | 1         | 0.06%    |
| інші/не вказали | 2         | 0.12%    |
| Усього          | 1607      | 100%     |

## Пам'ятки
В селі розташовані пам'ятки історії місцевого значення:
- Братська могила радянських воїнів та пам'ятний знак на честь односельців, які загинули під час окупації та Другої світової війни. В братській могилі серед інших похований політрук Олексій Єременко, якого зафіксував піднімаючим бійців у контратаку за кілька митей до смерті фоторепортер Макс Альперт. Цей знімок під назвою «Комбат» став одним з найвідоміших у всьому фотолітопису Другої світової війни.
- Братська могила бійців партизанського загону